# Ranunculus kirkii
Ranunculus kirkii är en ranunkelväxtart som beskrevs av Donald Petrie. Ranunculus kirkii ingår i släktet ranunkler, och familjen ranunkelväxter. Inga underarter finns listade i Catalogue of Life.